# 松丸ほるもん
松丸 ほるもん（まつまる ほるもん、1986年5月14日 - ）は、日本のお笑いタレント。ワタナベエンターテインメント所属。お笑いコンビ・まんぷくフーフー（2020年4月1日から活動休止）のメンバーで、かつてはお笑いコンビ・シリフリのメンバーだった。
出生名・松丸 実希子（まつまる みきこ）。現姓非公表。千葉県柏市出身。

## 略歴・人物
身長158cm、B100cm、W100cm、H102cm（2012年当時）。血液型B型。
千葉県立松戸馬橋高等学校卒業。
スキューバダイビングライセンスの資格を持っている。
小学生低学年の頃にテレビで視たネプチューンに衝撃を受け、ネプチューンに会いたいと将来芸人になると思い始め、入る事務所もワタナベエンターテインメントと決めていたが、高校を卒業する頃に女芸人になること恥ずかしく思い始めたということから、俳優の養成所に入り、芸人になる前は女優の卵として活動。養成所卒業後に受けた映画『歌謡曲だよ、人生は』（2007年）のオーディションに合格、「第4話 ラブユー東京」に出演。しかしここでの役柄が原始人役だったということがショックで女優を断念。その後オーストラリアのパースに留学するも、生活資金が4か月で尽き、親に仕送りを頼んだら逆に叱られて帰国を促され、帰国。帰国後しばらくはフリーターをしていたが、ある日にインターネットでワタナベコメディスクールの募集広告を見付けて元々お笑い志望だったことを思い出し、ワタナベコメディスクールに11期生として入学、
ネプチューンの他に、尊敬している芸人は志村けん。
シリフリ解散後はピン芸人に転向。2015年当時は、ピン芸人の中村涼子とユニットを組んで出演することがあり、このユニットは同年4月16日の『NEWCOMER FRIDAYNIGHT』（表参道GROUND、1分間ゴングショーのライブ）において5連覇を達成した。  2015年4月25日放送の『前略、西東さん』（中京テレビ）では、この二人で「中村ホルモン」として出演した 他、同年のキングオブコント（「中村涼子&松丸ホルモン」として）、M-1グランプリ（「中村ホルモン」として）にもこのコンビで出場（この年のM-1は3回戦まで進出）。2016年1月7日には、中村・松丸のユニット単独ライブ『友達以上、相方未満。』（東京・新宿ハイジアV-1）を行った。
「シリフリ」時代はビキニ姿でネタを演じることもよくあり、後姿を向けて尻を叩き「はさまれたいんだろ!」「かかってらっしゃい!」などとセリフを発することもあった。ピンになってからは女を武器にしてお色気を出して演じる「少子化対策ギャグ」などのネタを持っている。
この芸名は、シリフリの時の相方・原リベロが「ホルモン松丸」という芸名案を考え出したのが最初で、ホルモン好きの原が「（ホルモンが）松丸っぽい」と思ったからとのこと。この芸名を事務所の先輩のTIM・ゴルゴ松本の前で名乗ったところ「松丸ホルモンの方がいい」ということで現在の芸名が決まった。なお、ピン芸人に転向してからも芸名は引き続き「松丸ホルモン」だったが、後に平仮名表記の「松丸ほるもん」に改めている。
2016年末頃からは、かねてから交際していた同じワタナベエンターテインメント所属の芸人・マービンJr.（2012年11月12日深夜放送の『芸人報道』（日本テレビ）でも交際が紹介された）とコンビを結成して活動。最初コンビ名は「スタミナ苑」、のちに現在の「まんぷくフーフー」に改名している。2017年1月時点で婚約もし、その後2018年8月5日、付き合ってちょうど8年になる日にマービンと入籍 した。
2020年3月31日をもってまんぷくフーフーとしての活動を休止。マービンは芸人活動を継続する一方で、松丸は「一流の主婦に転身」として、芸能活動を休止し主婦となる。

## 出演

### テレビ
- 前略、西東さん（中京テレビ）- 2015年4月25日、中村涼子との『中村ホルモン』で出演
- 水曜日のダウンタウン（TBS）- 2015年8月5日
- 伊集院光のてれび（TwellV）
- 志村の時間（フジテレビ）
- 〜公開ネタ見せ番組〜 輝け!ギャラ3000円芸人（BSスカパー!）
- 水曜日のダウンタウン（TBS）- 2015年8月5日
- コレ考えた人、天才じゃね!? 〜今すぐ役立つ生活の知恵、集めました〜（テレビ東京）- 2015年11月20日
- サンバリュ「黒船派遣社」（日本テレビ）- 2016年1月17日
- MLB宣言 2015〜2016（テレビ東京）- レギュラー
- 新春さんま総選挙2017（TBS）- 2017年1月3日
- アメトーーク! 男女コンビ芸人 (テレビ朝日) - 2018年5月17日

### 映画
- 歌謡曲だよ、人生は - 「第4話 ラブユー東京」本名で出演

### Web配信
- マシェバラ everyday!

### ミュージック・ビデオ
- ヒャダイン『笑いの神様が降りてきた!』

まんぷくフーフーとしての出演については、まんぷくフーフー#出演の節を参照。
シリフリ時代の出演については、シリフリ#出演の節を参照。